# 아이돌마스터 신데렐라 걸즈 스타라이트 스테이지
《아이돌마스터 신데렐라 걸즈 스타라이트 스테이지》(일본어: アイドルマスター シンデレラガールズ スターライトステージ)는 반다이 남코 엔터테인먼트에서 안드로이드 및 iOS 기기를 대상으로 서비스하고 있는 리듬 게임이다. 2015년 9월 3일에 안드로이드판이 발매되었다. 약칭은 데레스테(デレステ).
한국에는 정식출시를 하지 않았다. 한국에서 플레이 하려면 ip우회등의 방법을 사용해야 한다.

## 게임 시스템
소셜 게임 '아이돌마스터 신데렐라 걸즈'를 소재로 한 음악 게임이다. '커뮤', '라이브', '룸' 3종류의 요소가 있다. '커뮤'는 '스토리 커뮤(ストーリーコミュ)', '아이돌 커뮤(アイドルコミュ)', '이벤트 커뮤(イベントコミュ)', '엑스트라 커뮤(エクストラコミュ)'로 나뉘면서 등장 아이돌의 스토리가 그려져 있다. '라이브'에서는 아이돌 캐릭터의 3D CG에 의한 라이브 애니메이션을 배경으로 음악 게임을 플레이 할 수 있다. 난이도는 데뷔(Debut), 레귤러(Regular), 프로(Pro), 마스터(Master), 마스터 플러스(Master+)의 다섯 단계로 구성된다. 또, 라이브 애니메이션만을 감상할 수 있는 'MV모드'가 있어, 게임의 결과에 의해서 곡마다 개방된다. '룸'에서는 푸치데렐라로 데포르메된 아이돌 캐릭터가 등장하는 사무소를 재배치할 수 있으며, 놓여진 인테리어에 따라서 '라이브'의 스코어 등에 영향을 미친다. 

## 등장 캐릭터
시마무라 우즈키, 시부야 린, 혼다 미오를 시작으로 하는 아이돌마스터 신데렐라 걸즈의 등장 캐릭터가 50명 이상 등장한다. 보이스 첨부의 캐릭터는 풀 보이스.